# Last of Our Kind
| Совокупная оценка    | Совокупная оценка |
| Источник             | Оценка            |
| -------------------- | ----------------- |
| Metacritic           | 63/100            |
| Оценки критиков      |                   |
| Источник             | Оценка            |
| AllMusic             | [ 2 ]             |
| Classic Rock         | [ 3 ]             |
| Consequence of Sound | B–                |
| Drowned in Sound     | 7/10              |
| Kerrang!             | [ 6 ]             |
| Mojo                 | [ 7 ]             |
| Q                    | [ 8 ]             |
| Sputnikmusic         | 3.5/5             |
| Uncut                | [ 10 ]            |
| Under the Radar      | 5.5/10            |

Last of Our Kind — четвёртый студийный альбом британской хард-рок-группы The Darkness. Спродюсированный гитаристом группы Дэном Хокинсом в его студии The Hawks Nest в Норфолке, он был впервые выпущен 27 мая 2015 года в Японии, а затем и на других территориях, лейблом Canary Dwarf Records. Альбом стал первым и единственным, в котором приняла участие барабанщица Эмили Долан Дэвис, заменившая Эда Грэма в 2014 году и покинувшая группу менее чем через год. В альбоме также впервые звучит вокал Фрэнки Пуллейна в финальном треке Conquerors.
Альбом продвигался через PledgeMusic, группа предлагала подписанные копии альбома на CD и виниле, а также подписанные гитары, рукописные листы с текстами и сетлисты из архива группы.
Альбом получил положительные отзывы музыкальной критики и интернет-изданий и дебютировал на первом месте в чарте рок-альбомов Великобритании.

## История
Last of Our Kind был полностью написан в Ирландии, а затем спродюсирован гитаристом Дэном Хокинсом в его собственной студии звукозаписи Leeders Farm, в Норфолке. Около пятнадцати песен претендовали на окончательный трек-лист; десять вошли в стандартный релиз, японское и Best Buy издания содержат два эксклюзивных бонус-трека, а ещё одна — «Million Dollar Strong» — была сыграна вживую во время разогревающего тура по Ирландии в марте 2015 года .
Размышляя об альбоме в 2025 году, бас-гитарист Фрэнки Поуллейн отметил: «Мы очень плохо справились с нашим возвращением в 2011 году, и Hot Cakes тоже не был нашим лучшим альбомом. В альбоме Last of Our Kind было чувство непокорности, много эмоций. Мы показали людям, кто мы есть, просто держась за них».

## Отзывы
Альбом получил положительные отзывы музыкальной критики и интернет-изданий. На Metacritic, сайте-агрегаторе рецензий, который собирает рецензии из основных изданий и выставляет средневзвешенный балл из 100, альбом получил 63 балла на основе нескольких рецензий критиков. Эта оценка означает «в целом благоприятные отзывы».
Журналист J.C. Maçek III из Spectrum Culture написал: «Этот четвертый альбом был спродюсирован гитаристом Дэном Хокинсом, который оказался гением в этом стиле музыки, особенно когда вызвал самые первобытные вопли своего брата, вокалиста Джастина Хокинса».

## Список композиций
Все песни написаны и сочинены Джастином Хокинсом, Дэном Хокинсом и Фрэнки Поулейном; «Mudslide» и «Messenger» написаны совместно Эмили Долан Дэвис, «I Am Santa» написана совместно с Руфусом Тайгер Тейлором.
| №   | Название                | Длительность |
| --- | ----------------------- | ------------ |
| 1.  | «Barbarian»             | 3:34         |
| 2.  | «Open Fire»             | 4:01         |
| 3.  | «Last of Our Kind»      | 4:09         |
| 4.  | «Roaring Waters»        | 4:38         |
| 5.  | «Wheels of the Machine» | 3:07         |
| 6.  | «Mighty Wings»          | 5:46         |
| 7.  | «Mudslide»              | 3:25         |
| 8.  | «Sarah O'Sarah»         | 3:52         |
| 9.  | «Hammer & Tongs»        | 4:02         |
| 10. | «Conquerors»            | 4:55         |

| №   | Название                | Длительность |
| --- | ----------------------- | ------------ |
| 11. | «Messenger»             | 3:50         |
| 12. | «Always Had the Blues»  | 5:11         |
| 13. | «Million Dollar Strong» | 3:09         |
| 14. | «I Am Santa»            | 4:24         |

| №   | Название               | Длительность |
| --- | ---------------------- | ------------ |
| 11. | «Messenger»            | 3:50         |
| 12. | «Always Had the Blues» | 5:11         |

| №   | Название                | Длительность |
| --- | ----------------------- | ------------ |
| 13. | «Million Dollar Strong» | 2:58         |

## Позиции в чартах
| Чарт (2015)                          | Высшая позиция |
| ------------------------------------ | -------------- |
| Австралия (ARIA)                     | 23             |
| Австрия (Ö3 Austria)                 | 53             |
| Германия (Offizielle Top 100)        | 56             |
| Ирландия (IRMA)                      | 49             |
| Италия (Classifica album)            | 36             |
| Швейцария (Schweizer Hitparade)      | 43             |
| Великобритания (UK Albums Chart)     | 12             |
| Великобритания (UK Rock Chart)       | 1              |
| Великобритания (UK Indie Chart)      | 2              |
| Великобритания (UK Vinyl Chart)      | 4              |
| США (Billboard 200)                  | 125            |
| США (Billboard Top Rock Albums)      | 13             |
| США (Billboard Top Hard Rock Albums) | 2              |